# Adam Blackwood

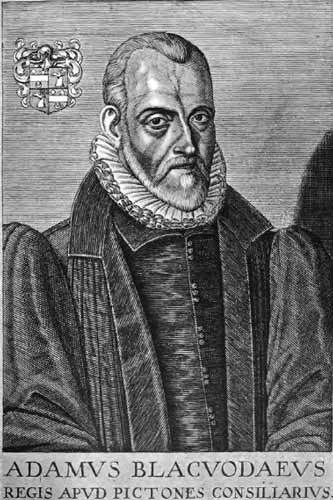
Adam Blackwood.

Adam Blackwood (1539, Dunfermline - 1613, Poitiers) fue un filósofo y hombre de letras escocés.
Quedó huérfano a temprana edad y su educación fue solventada por su tío abuelo Robert Reid, el último obispo de Orkney. Estudió en París y Toulouse, cuando Reid muere, el resto de su preparación fue patrocinada por María I de Escocia. Con el tiempo fue designado senador del parlamento de Poitiers y prestó servicio allí mismo como asesor jurídico. En 1581 escribió su obra Pro regibus apologia, breve refutación del De jure regni apud Scotos de George Buchanan.
- Datos: Q2823923